# C4H9NS
化学式C4H9NS（摩尔质量：103.19 g/mol）可以指：
- 硫代吗啉，CAS号：123-90-0
- 硫代异丁酰胺，CAS号：13515-65-6
- 2-甲基噻唑烷，CAS号：24050-16-6

|  | 这个同类索引页列出了具有相同分子式的化学物（即同分異構體）条目。 除非您是有意链接至本页，否则应将相应条目的内部链接指向正确的条目。 |